# Améscoa Baja
Améscoa Baja település Spanyolországban, Navarra autonóm közösségben. Améscoa Baja Abárzuza, Allín és Eulate községekkel határos. Lakosainak száma 727 fő (2024).

## Népesség
A település népessége az elmúlt években az alábbi módon változott:
| Lakosok száma | 808  | 823  | 818  | 811  | 791  | 764  | 750  | 724  | 732  | 727  |
|               | 2001 | 2004 | 2007 | 2009 | 2012 | 2014 | 2017 | 2019 | 2022 | 2024 |